# Philippe Leduc (compositeur)
Pour les articles homonymes, voir Philippe Leduc et Leduc.
Philippe Leduc, né à Montréal, Québec, Canada en 1951, est un compositeur, chef d'orchestre, écrivain et arrangeur québécois.

## Biographie
Dès la fin de son adolescence, Philippe Leduc décide de se vouer entièrement à la musique et obtient son baccalauréat en composition à la Faculté de musique de l’Université de Montréal en 1975.
Bien qu’encore étudiant, il décroche son premier contrat professionnel en orchestrant des mélodies traditionnelles de Noël pour quintette à vent, percussions et quatre voix mixtes à la chaîne culturelle de Radio-Canada en décembre 1974.
Avant de vraiment se lancer dans sa carrière de compositeur, il fait un stage comme annonceur à la télévision de Radio-Canada. Puis, de fil en aiguille, on lui propose un poste de concepteur-rédacteur en publicité.
Ainsi, c’est grâce à la publicité que Philippe fait ses premières armes en tant que musicien professionnel. En fondant Les Productions de L’Encrier, il s’engage à fond dans la création de trames musicales publicitaires pour de nombreux clients d’envergure tels Bell Canada, les supermarchés Métro, la Banque nationale du Canada, Coca-Cola, la Brasserie Molson, GM, La Baie, Culinar, Shell, Postes Canada, la Brasserie Labatt, McDonald, pour ne citer que ceux-là. Ses activités publicitaires connaissent un sommet quand il fonde La 25e Piste autour d’un Synclavier, alors le nec plus ultra de la musique numérique qui en est à ses balbutiements. Entourés de collaborateurs chevronnés, dont Scott Price, Gaétan Essiambre et Daniel Scott, Philippe et sa 25e Piste dominent pendant plusieurs années la production musicale publicitaire au Canada français.
Mais bientôt, la télévision vient frapper à la porte de son studio. En 1992, Philippe signe d’abord l’indicatif de Découverte (SRC), qu’il continue de faire évoluer encore jusqu’à aujourd’hui. Il crée, notamment, les musiques des émissions Zone libre (SRC), Enquête (SRC), Le Téléjournal (SRC), Docs en stock (SRC), Les Beaux Dimanches (SRC), Parcours (TV5), les Jeux olympiques de Calgary, Séoul, Albertville, Atlanta et Nagano (SRC), Autrement dit (TQ), À tout prix (SRC) Le Septième (TQ), Plus ça change (TQS), Montréal Express (SRC), La Tête de l’emploi (SRC), Wizz (SRC), Tamtam (SRC), Les Grands Reportages (RDI), Le Club des ex (RDI), La Vie en vert (TQ), Le National (RDI) et de quelques télé séries, dont The Lost Daughter, mettant en vedette Richard Chamberlain, produit par SAT1 (Allemagne) et diffusé partout dans le monde.
Philippe collabore également pendant près d’une décennie avec les studios Disney à l’adaptation des chansons françaises de nombreux films d’animation, notamment Toy Story et Toy Story 2, La Petite Sirène, Mulan, Pocahontas, Le Bossu de Notre-Dame, Hercule et Aladin, dans lequel il incarne musicalement l'horrible Jaffar.
Outre ses obligations et réalisations professionnelles, Philippe Leduc crée plusieurs suites symphoniques. En 1993, Splendeur & Misère (Précédemment édité sous le titre d’Éclair de Lune), enregistré avec l’orchestre The National Philharmonic of London, remporte le Félix de l’album instrumental de l’année. Deux ans plus tard, il revient avec l'album Les Ailes du Feu, tome I, Blood, qui se voit aussi couronné d’un Félix en 1996.
En 1997, Philippe publie, aux Éditions Stanké, le premier roman de l’épopée historique qu’illustrent les tableaux musicaux des Ailes du Feu. Le lancement de la suite symphonique Les Ailes du Feu, tome II, Toil.
Impromptu de parcours en décembre 2004 : Philippe arrange et réalise, en collaboration avec Stéphane Venne, la chanson Le Ciel est à moi, premier simple de l’album éponyme de Marie-Élaine Thibert, certifié triple platine avec plus de 300 000 exemplaires vendus.
En 2004, il se voit confier la composition de la musique de nombreux numéros du spectacle Corteo du Cirque du Soleil.
À l’automne 2008, la Société Radio-Canada l’engage de nouveau pour composer l’habillage de chaîne de son Service de l’information tant pour la télévision, la radio que pour RDI.
Au printemps 2010, Philippe Leduc participe à l'Exposition universelle de Shanghai en composant la musique d'une présentation cinématographique intitulée Espace Montréal consacrée à la revitalisation écologique de la carrière Miron, au centre de l’île de Montréal, produite par GSMPrjct°Integration, conçue par Gilles Dusablon et réalisée par Dominique Skoltz.
Tout dernièrement, Philippe Leduc s’est consacré à la sortie de Diginada, un album qui allie sa veine lyrique et classique à son expertise numérique très actuelle et qui donne une dimension nouvelle à sa carrière.

## Discographie

### Disques - Albums
- Diginada (2010)
- Les Ailes du Feu - TOME II: Toil (1997)
- Les Ailes du Feu - TOME I: Blood (1995)
- Splendeur & Misère (Précédemment édité sous le titre d’Éclair de Lune) (1993)

### Disque - Compilations
- Mes Grands Classiques (2009)

### Livres
- Les Ailes du Feu (1997, Éditions STANKE)

### Livre et disques pour enfants
- Chabicouin au Marais long (CD)
- Chabicouin à la ferme (CD)
- Chabicouin au Marais long (Livre-CD)
- Shubiquack (CD)

### Spectacles
- Les Ailes du Feu (Montréal, Canada)

### Videographie
- No pasaràn
- Anastasia Élégie
- Les Ailes du Feu Tome 2 : Toil
- Les Ailes du Feu Tome 1 : Blood

## Prix et récompenses
- 2010: Prix SOCAN - Musique de film et de télévision
- 2005: Prix SOCAN - Musique de film et de télévision
- 2005: Triple platine (300 000 albums vendus) - Marie-Hélène Thibert - Album éponyme. Arrangements, orchestration et réalisation de la chanson Le Ciel est à moi.
- 2004: Prix SOCAN - Musique de film et de télévision
- 2003: Prix Gémeaux - Meilleur thème musical télévision - Zone libre (Radio-Canada)
- 2003: Prix SOCAN - Musique de film et de télévision
- 2001: Grand prix - Concours Grafika - Docs en Stock (Radio-Canada)
- 1998: Silver Award - New York Festival TV Programming and Television: Les Beaux Dimanches (Radio-Canada)
- 1998: Prix Harmony - 42nd Competition for films and videos (Japon)
- 1996: Gala de l’ADISQ - Prix Félix - Arrangeur de l’année: Les Ailes du Feu Tome I
- 1995: Gala de l’ADISQ - Prix Félix - Album instrumental de l’année: Éclair de Lune (nouveau titre: Splendeur & Misère)[5]
- 1994: Prix SOCAN - Musique de film et de télévision